# ماريانا روسي
ماريانا روسي (بالإسبانية: Mariana Rossi)‏ هي لاعب هوكي الحقل أرجنتينية، ولدت في 2 يناير 1979 في بوينس آيرس في الأرجنتين.

## وصلات خارجية
- ماريانا روسي على موقع أوليمبيديا (الإنجليزية)